# (7033) 1994 WN2
(7033) 1994 WN2 (1994 WN2, 1982 BR1, 1982 BX13, 1983 OO) — астероїд головного поясу, відкритий 28 листопада 1994 року.
Тіссеранів параметр щодо Юпітера — 3,623.